# Neolucia
Neolucia is een geslacht van vlinders van de familie van de Lycaenidae. De soorten van dit geslacht komen voor in Australië.

## Soorten
- N. agricola (Westwood, 1851)
- N. hobartensis (Miskin, 1890)
- N. mathewi (Miskin, 1890)